# Малиновий Клин

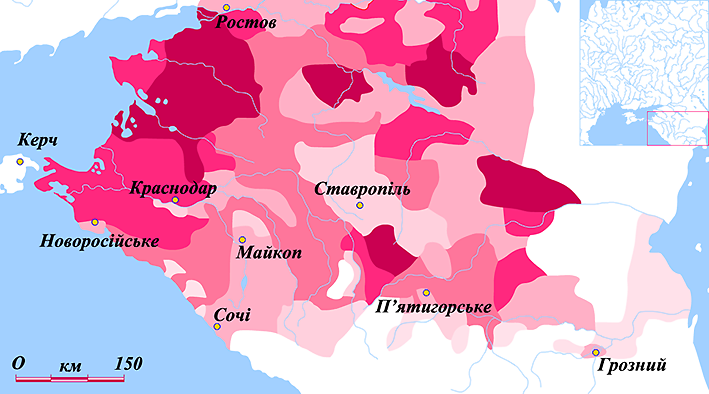
Українці на Кубані, перепис 1926
90-75%
75-50%
50-25%
25-10%
10-5%
5-2%

| 90-75% 75-50% 50-25% | 25-10% 10-5% 5-2% |

Малиновий Клин (рос. Малиновый Клин) — неофіційна назва регіону компактного проживання українців на Кубані (Краснодарський край та західні терена Ставропольського краю Росії).
В історичній етнографії Малиновим Клином називається східна частина української за складом населення Кубані, на відміну від Чорноморії, що розташована на узбережжі Чорного та Азовського морів. Чорноморія заселялася наприкінці XVIII ст. запорізькими козаками, які тепер відомі тут під назвою кубанських козаків. Малиновий Клин (Закубання і заселені українцями райони Ставропольського краю), заселявся у XIX ст. українськими селянами, подібно до того, як заселявся українцями Жовтий, Сірий і Зелений Клин.

## Історія
Утворився в період від кінця XVIII до кінця XIX століття внаслідок переселення спочатку запорозьких козаків, а потім — українських селян. Після ліквідації Запорозької Січі Григорієм Потьомкіним за наказом Катерини II запорозьких козаків було розпущено. Але у зв'язку з назріванням війни між Російською імперією і Османською імперією, під провід якої перейшла частина козацтва, утворивши Задунайську Січ, імператорський уряд за ініціативою Григорія Потьомкіна зорганізував на початку 1787 року так зване Військо вірних козаків, що брало участь у російсько-турецькій війні на боці Російської імперії.
У 1788 його було перейменовано у Чорноморське козацьке військо. Чорноморські козаки заснували на Кубані 40 курінних селищ і дали їм ті ж назви, що мали курені на Запорозькій Січі. У наступні роки туди була переселена певна частина колишніх козаків, які після зруйнування Січі осіли на Катеринославщині та Херсонщині.
Осадники, тим не менш, уважали себе за українців («малоросів»), у деяких місцях зберігали мову пращурів, фольклор і традиції Запорозької Січі (виборність певних посад тощо). Навіть за переписами 1930-х рр. з українським народом самоідентифікувалося 62 % людності Краснодарського краю, але відтак через Голодомор та зросійщення частка жителів з російською самоідентифікацією збільшилася. Натепер 82 % Краснодарського краю вважають себе росіянами, чимало з яких досі говорять говірками Наддніпрянщини (відомих під загальною назвою «балачка») і відносять себе до неформального субетносу кубанських козаків.